# Datação radiométrica
A datação radiométrica ou datação radioativa é a determinação da idade de um objeto a partir das substâncias radioativas nele contidas e dos produtos do decaimento radioativo. Este processo de datação baseia-se na tendência que certos átomos de elementos químicos demonstram para emitirem partículas e radiação a partir dos seus núcleos instáveis, esta emissão designa-se por radioactividade.
Quando um núcleo radiactivo se desintegra, os produtos formados podem ser instáveis, desintegrando-se posteriormente até encontrar um equilíbrio. A transformação nuclear designa-se decaimento radioactivo.    
| Isótopo-pai       | Isótopo-filho   | Meia-vida (anos) | Materiais datados                       |
| ----------------- | --------------- | ---------------- | --------------------------------------- |
| Urânio (U-238)    | Chumbo (Pb-206) | 4,5*10^9         | Zircão                                  |
| Urânio (U-235)    | Chumbo (Pb-207) | 0,7*10^9         | Zircão                                  |
| Potássio (K-40)   | Árgon (Ar-40)   | 1,4*10^9         | Biotita, moscovita, rochas vulcânicas   |
| Carbono-14 (C-14) | Azoto (N-14)    | 5730             | Conchas, calcários, materiais orgânicos |

Os núcleos atómicos instáveis vão ter então tendência a decair, transformando-se em núcleos diferentes mais estáveis. 
Ao tempo necessário para que metade dos núcleos iniciais de um determinado elemento se transformem noutros mais estáveis chama-se período de semi-transformação e representa-se por um T maiúsculo com 1/2 em índice. 
Cada elemento tem um tempo de semi-transformação próprio. 
Para um dado elemento, considerando um dado intervalo de tempo, quanto maior for a quantidade de núcleos iniciais presentes, maior será a quantidade de núcleos que sofrerão desintegração radioactiva. 
- N = No * e ^(l*t) em que N é o número de núcleos A no instante t, No é o número de núcleos A iniciais no instante t = 0, l é a constante de decaimento que depende do tipo de núcleo, t é o instante t.

Uma das unidades de actividade radioactiva mais usadas é o Curie (Ci) em honra a Marie Curie. 1 Ci corresponde a 3.7 * 10 ^10 becquerel (desintegrações por segundo).